# Новград
Новград (болг. Новград) — село в Болгарии. Находится в Русенской области, входит в общину Ценово. Население составляет 941 человек.

## Политическая ситуация
В местном кметстве Новград, в состав которого входит Новград, должность кмета (старосты) исполняет Диана Копчева (партия « Герб») по результатам выборов правления кметства.
Кмет (мэр) общины Ценово — Владимир Тодоров Калинов (коалиция партий: Союз свободной демократии (ССД), Земледельческий народный союз (ЗНС), Движение за права и свободы (ДПС)) по результатам выборов в правление общины.